# 301413 Rogerfux
301413 Rogerfux è un asteroide della fascia principale. Scoperto nel 2009, presenta un'orbita caratterizzata da un semiasse maggiore pari a 2,768114 UA e da un'eccentricità di 0,051290, inclinata di 4,607194° rispetto all'eclittica.
Fa parte della famiglia di asteroidi Agnia.
È dedicato a Roger Fux, astrofisico svizzero.